# Liangyuan
Der Stadtbezirk Liangyuan (chinesisch 梁园区, Pinyin Liángyuán Qū) ist ein Stadtbezirk der bezirksfreien Stadt Shangqiu in der chinesischen Provinz Henan. Er hat eine Fläche von 771 km² und zählt 967.400 Einwohner (Stand: Ende 2018). Er ist Zentrum und Sitz der Stadtregierung von Shangqiu.

## Administrative Gliederung
Auf Gemeindeebene setzt sich der Stadtbezirk aus acht Straßenvierteln, vier Großgemeinden und sieben Gemeinden zusammen. 